# Gestión del asesoramiento a clientes
La Gestión del Asesoramiento a Clientes o CAM de la sigla del término en inglés "Customer Account Management", es una evolución de los sistemas CRM focalizándose en los conocimientos que posee el cliente y así poder adecuar el mensaje de lo que se pretende vender.

## Definición
La gestión del asesoramiento a clientes, CAM, es parte de una estrategia de negocio centrada en el cliente. Una parte fundamental de su idea es, precisamente, la de recopilar la mayor cantidad de información posible sobre el conocimiento que tienen los clientes de los productos, para poder trasladarles de forma más efectiva las ventajas de la oferta. La empresa debe trabajar para conocer el contexto del cliente y así poder formular diferentes argumentos y mejorar la calidad en la comunicación.
Cuando hablamos de mejorar la comunicación nos referimos a trasladar a los clientes un mensaje que se adecue perfectamente a su contexto.
Por lo tanto, el nombre CAM hace referencia a una estrategia de negocio basada principalmente en mejorar la comunicación de los productos a los clientes, pero también a los sistemas informáticos que dan soporte a esta estrategia.

## En la actualidad
Todavía hoy es una tendencia incipiente debido al esfuerzo de muchas empresas en comenezar a asesorar a sus clientes en lugar de despachar.